# Frederick Wolff
Frederick Wolff (anglès: Frederick Ferdinand «Freddie» Wolff)  (Hong Kong britànic, 13 d'octubre de 1910 - Londres, 26 de gener de 1988) va ser un atleta britànic, especialista en els 400 metres, que va competir durant les dècades de 1930 i 1940.
Nascut al Hong Kong britànic, era el fill gran d'una família de quatre fills. Wolff era membre del Kowloon Cricket Club, on va guanyar la seva competició el 1919. Posteriorment va emigrar a Anglaterra, on va estudiar a la Shirley House Preparatory School i al Beaumont College de Windsor.
El 1933 es va proclamar campió nacional de les 440 iardes. El 1936 va prendre part en els Jocs Olímpics d'Estiu de Berlín, on guanyà la medalla d'or en la prova del 4x400 metres del programa d'atletisme. Formà equip amb Godfrey Rampling, William Roberts i Godfrey Brown.
Durant la Segona Guerra Mundial va servir a la Infanteria Lleugera d'Oxfordshire i Buckinghamshire, arribant a ser capità. En acabar a guerra es va reincorporar a l'empresa familiar Rudolf Wolff & Co. De 1970 a 1977 fou president del comitè de la Borsa de Metalls de Londres. El 1975 va ser nomenat Comandant de l'Orde de l'Imperi Britànic. També fou el president del Handicapped Children's Pilgrimage Trust.